# Allogenes
Allogenes is een gnostisch geschrift, dat in een Koptische vertaling onderdeel was van de vondst van de Nag Hammadigeschriften in 1945. Er moet een oorspronkelijk Griekse tekst zijn geweest, maar daar is nooit iets van gevonden. Deze tekst dient niet verward te worden met het inhoudelijk volstrekt verschillende  Boek van Allogenes, dat deel uitmaakt van de Codex Tschacos. Allogenes (’Αλλογενής) betekent van een andere soort/geslacht of vreemdeling.
Het behoort met  Zostrianus, Marsanes en de Drie Stèles van Seth tot latere fase van de literatuur van de gnostische stroming die aangeduid wordt als het sethianisme. Een aan deze geschriften verwante tekst is het Titelloze geschrift uit de Codex Brucianus  dat dateert van eind derde of begin vierde eeuw. Het kent ook platoniserende voorstellingen. De relatie met het sethianisme is echter veel minder aanwezig en op het vakgebied omstreden.
Vanaf het eind van de tweede eeuw begon het sethianisme zich af te keren van een steeds orthodoxer wordend christendom en begon zich te richten op de meer individuele contemplatieve praktijken van het platonisme van de derde eeuw. Aan het eind van de derde eeuw raakte het ook vervreemd van orthodoxe platonisten en was er sprake van toenemende invloed van neoplatonisten.
Er zijn mogelijk meer teksten met de titel Allogenes geweest. Epiphanius van Salamis schreef in zijn Panarion over meerdere boeken die de titel Allogenes zouden hebben. Hij benoemt een aantal boeken van de sethianen, die aan Seth, de derde zoon van Adam en Eva, en zijn zeven zonen worden toegeschreven. Want zij zeggen, dat hij zeven zonen had, die zij vreemdelingen noemen. Seth en zijn nageslacht, de gnostici, zouden dan de vreemdelingen zijn.
Porphyrius schreef in zijn biografie over Plotinus dat deze een aantal gnostische schrijvers kritiseerde, die openbaringen produceerden van Zoroaster, Zostrianus, Allogenes en Messos. Aan het slot van Allogenes komt ook de opmerking het zegel van alle boeken van Allogenes voor, waarmee waarschijnlijk bedoeld werd aan te geven dat dit het laatste boek was in  een serie over Allogenes. Er is een grote inhoudelijke overeenstemmingen tussen de teksten van Allogenes en  Zostrianus. Op het vakgebied is er dan ook consensus, dat Porphyrius deze beide teksten gekend moet hebben. De oorspronkelijk Griekse tekst moet in de eerste helft van de derde eeuw geschreven zijn.

## Essentie van de inhoud
De tekst bestaat uit twee duidelijk te onderscheiden delen. In het eerste deel ontvangt Allogenes vijf openbaringen van een goddelijke gestalte met de naam  Youël, die hij beschrijft voor zijn zoon Messos. Na iedere uitspraak van Youël, geeft Allegenes daar commentaar op en vertelt  wat hij daarvan heeft geleerd en wat zijn reacties daarop waren. De openbaringen van  Youël zijn nogal complexe mythologische beschrijvingen en aanroepingen van de goddelijke krachten. De gestalte  Youël komt ook een aantal malen voor in Zostrianus alsmede in het  Heilige boek van de grote onzichtbare Geest.
Het tweede deel speelt zich volgens de tekst honderd jaar later af. Die honderd jaar heeft Allogenes doorgebracht met het nader beschouwen van de ontvangen openbaringen. In dat tweede deel wordt Allogenes naar de goddelijke wereld verheven. Het in   Allogenes beschreven pleroma is voor een groot deel hetzelfde als in Zostrianus. In de gnostiek is pleroma de benaming voor de volheid, de structuur en  verblijfplaats van de goddelijke wereld. Aan de top is ook hier een Onzichtbare Geest en het vrouwelijk principe van Barbelo. Daarbinnen bevonden zich andere goddelijke krachten met namen als Kalyptos, Protophanes, Autogenes en een driewerf mannelijk Kind. In Allogenes is er echter nog een hoogste goddelijke zijnsvorm onder de naam de Onkenbare.
In de tekst over deze krachten zit een passage die haast identiek is aan een tekstdeel in het eerder gedateerde Apocryphon van Johannes. In dit deel ontvangt Allogenes instructies van die goddelijke krachten welke stappen hij dient te nemen om uiteindelijk de hoogste openbaring te ontvangen van de Onkenbare. Die openbaring is geheel verwoord in termen van negatieve theologie. Er wordt beschreven wat de Onkenbare niet is, want hij kan niet gekend worden. Aan het eind van de tekst hoort Allegenes dat deze laatste openbaring voor hem voldoende moet zijn. Het is niet juist om nog meer tijd te besteden met zoeken . Hij krijgt de opdracht de dingen die verteld zijn op te schrijven ten behoeve van diegenen die na hem zullen komen en het boek op een bergtop achter te laten. 